# Abdallah Gning
Abdallah Gning (* 29. září 1998) je senegalský profesionální fotbalista, který hraje na pozici útočníka za český klub MFK Karviná.

## Klubová kariéra

### Vlašim
Gning přišel v lednu 2022 z rodného Senegalu do českého druholigového klubu FC Sellier & Bellot Vlašim. V týmu debutoval 26. února, kdy se objevil v základní sestavě ligového utkání proti Chrudimi. Během jarní části sezóny začal Gning pravidelně nastupovat v dresu Vlašimi a dvěma brankami pomohl ke konečné druhé příčce a k postupu do baráže o první ligu. V ní Gning s Vlašimí nestačil na Teplice.

### Teplice
V létě 2022 přestoupil z Vlašimi do prvoligových Teplic. V české nejvyšší soutěži Gning debutoval 30. července v utkání proti Viktorii Plzeň. 20. srpna vstřelil svůj první gól v teplickém dresu, a to při výhře 2:1 nad Baníkem Ostrava. 3. září gólem a asistencí rozhodl o výhře 3:2 nad Jabloncem a o týden později dvěma brankami zařídil Teplicím bod za remízu 2:2 proti pražské Spartě. Dohromady ve své první sezóně v klubu nastoupil do 35 soutěžních utkání a devíti brankami pomohl Teplicím k záchraně v nejvyšší soutěži.
Sezónu 2023/24 začal Gning jako klíčový hráč Teplic, pravidelně nastupoval v základní sestavě trenéra Zdenka Frťaly. 13. září 2023 se ale zranil v utkání proti Olomouci a do konce podzimní části sezóny nastoupil už jen do čtyř ligových utkání. Na jaře si Gning poranil koleno, a tak vynechal velkou část sezóny. V květnu 2024 byl transportován do teplické nemocnice s prasklým vředem. Dohromady v sezóně nastoupil jen do 16 utkání, branku nevstřelil.
Na začátku sezóny 2024/25 patřil Gning opět k členům základní sestavy. 10. srpna gólem přispěl k výhře 2:1 nad Slovanem Liberec. Střelecky se Gning prosadil i ve dvou následujících ligových zápasech proti Slavii (prohra 1:2) a proti Karviné (prohra 1:3). Během podzimní části sezony nastřílel Gning pět branek v 15 zápasech a byl spojován s přestupem do zahraničí. Poté, co klub odmítl v zimě nabídku polského Widzewu Łódź, odmítl Gning prodloužit smlouvu. Gning byl vyřazen z nominace na zápas proti Plzni a odcestoval na lékařskou prohlídku do Polska. Polský celek ale odhalil u hráče problémy s klouby, a tak se nakonec Gning znovu objevil v dresu Teplic. V jarní části sezony patřil ke stabilním členům základní sestavy, odehrál dohromady v celé sezoně 29 soutěžních zápasů a vstřelil 6 branek.
Gning za Teplice nastoupil do 80 soutěžních zápasů, ve kterých si připsal 15 gólů a 6 asistencí.

### Karviná
V létě 2025 přestoupil Gning do Karviné, se kterou podepsal víceletý kontrakt jako volný hráč.